# 披头士屋顶演唱会
披头士屋顶演唱会（英語：The Beatles' rooftop concert）是英格兰傳奇摇滚乐队披头士乐队的最后一次公开演唱。1969年1月30日，披头士以及客座键盘手比利·普雷斯顿在蘋果唱片总部的楼顶上举办了一场即兴演唱会，惊讶了伦敦中心商业区。在42分钟里，披头士演唱了5首（共9遍）歌曲，直到倫敦警察廳前来让他们停下。该演唱会的影像日后被用在1970年的纪录片中。专辑中也包括部分的錄音。

## 表演歌曲
披頭四演唱了5首（共9次）歌曲，包括：
- 《Get Back（英语：Get Back）》 (3次)
- 《Don't Let Me Down》 (2次)
- 《I've Got a Feeling（英语：I've Got a Feeling）》 (2次)
- 《One After 909（英语：One After 909）》 (1次)
- 《Dig a Pony（英语：Dig a Pony）》 (1次)

## 背景
儘管屋頂演唱會未經宣佈，但披头士乐队《Get Back》項目背後的初衷是讓樂隊以現場表演的身份捲土重來。然而，大型公開演出的想法被擱置了，因爲喬治·哈里遜在1 月 10 日退出拍攝的排練后返回樂隊的條件之一。哈里遜的另一個規定是他們從特威克納姆電影工作室搬到蘋果公司總部，並在地下室的蘋果工作室錄製新歌。1 月 22 日，哈里遜聘請了鍵盤手比利·普雷斯頓 (Billy Preston) 作爲一名額外的音樂家，希望這位才華橫溢的局外人能夠鼓勵樂隊保持緊密和專注。
保羅·麥卡尼和該項目總監邁克爾·林賽－霍格仍然希望披頭士樂團能夠在觀衆面前進行現場表演來結束錄音。根據披頭士樂團歷史學家 根据披头士乐队历史学家馬克·李維森 (Mark Lewisohn) 的説法，不確定是誰想到了屋頂演唱會，但這個想法是在實際活動前幾天提出的。 在普雷斯頓的記憶中，是約翰·藍儂提出的。
音訊工程師格倫·約翰斯 (Glyn Johns) 在他的自傳 Sound Man 中表示，這場演唱會的想法是他的。他回憶說，這源於一次午餐時間的討論，當時林哥·史達提到從屋頂可以看到倫敦西區的美景，并帶約翰斯和林賽－霍格上去看看。披頭士樂團的巡演經理馬爾·伊萬斯 (Mal Evans) 在他的日記中記錄道，這個想法是 1 月 26 日 “午餐後我們在屋頂上呼吸了新鮮空氣后” 產生的。彼得·傑克森的紀錄片系列《披頭士樂團：迴歸》顯示約翰斯和林賽－霍格向麥卡尼提出了這個想法，麥卡尼對此感到興奮。
史達最初決定不參加演出，哈里遜也不愿意。 1 月 29 日林賽－霍格製作的錄音帶記錄了麥卡尼懇求藍儂現場表演對於維持披頭士樂團與觀衆的聯係至關重要，而樂團成員只需要客服怯場即可。在當天結束的小組討論中，哈里遜首次熱情地談論了即將到來的演出，並開玩笑說要爲烟囪觀衆表演。然而，與他在特威克納姆排練期間做出的決定一致，哈里遜拒絕將他的任何歌曲納入演出中。

## 參與人員
- 約翰·列儂 – 主音/和聲歌手，主音結他手，結他手
- 保羅·麥卡特尼 – 主音/和聲歌手，電貝斯
- 喬治·哈里遜 – 和聲歌手，主音結他手
- 林哥·史達 – 鼓
- 比利·普雷斯顿 – 電子琴